# Horinciovo, Hust
Hernicea (în ucraineană Горінчово) este localitatea de reședință a comunei Hernicea din raionul Hust, regiunea Transcarpatia, Ucraina. Conform recensământului Austro-Ungar din 1910, majoritatea populației era alcătuită din români.

## Demografie
Componența lingvistică a localității Horinciovo
     Ucraineană (99,15%)
     Alte limbi (0,85%)
Conform recensământului din 2001, majoritatea populației localității Horinciovo era vorbitoare de ucraineană (99,15%), existând în minoritate și vorbitori de alte limbi.